# 重铀酸钠
重铀酸钠或黄色氧化铀（化学式：Na2U2O7）是一种铀盐，重铀酸钠常缩写为SDU。与重铀酸铵一样，它是早期黄饼中的一种成分。 两种物质的比例由工艺条件决定；但现在的黄饼是主要成分为八氧化三铀的混合物。重铀酸钠它也被用于瓷器假牙中，使它们具有类似于天然牙齿的荧光，并且曾在制作陶器中用于在釉料中产生象牙色至黄色色调。   将它作为与氧化铈的混合物添加到这些产品中。最终的铀质量组成比0.008至0.1％，平均值为约0.02％。这种做法自从20世纪80年代后期起就不常见了。 
经典的铀提取方法是将瀝青鈾礦粉碎后与硫酸和硝酸混合，其中的铀溶解后转化为硫酸铀酰，加入氢氧化钠使之沉淀为重铀酸钠。 
2UO₂²⁺(aq)＋6OH⁻(aq)＋2Na⁺(aq)→Na₂U₂O₇(s)＋3H₂O(l) 
在现在的实际操作中，从铀矿石中提取铀的老方法已被溶剂萃取、离子交换和挥发等方法等所取代。 
在过去，它被广泛用于生产铀玻璃或凡士林玻璃，钠盐在初始熔化的烧制过程中容易溶解到二氧化硅基质中。 
研磨铀矿石的碱处理过程包括从浸出母液中沉淀出铀酸钠，以产生称为黄饼的半精制产品。 
加热八氧化三铀和氯酸钠的混合物，或者直接加热醋酸铀酰钠或碳酸铀酰钠，可以得到非晶态的铀酸钠。结晶形态是通过向熔融的氯化钠中添加少量的绿色氧化物，或将非晶形态溶解在熔融的氯化钠中使之结晶，可以得到红黄至绿黄色的棱镜或小叶状晶体。